# Női szkeleton a 2006. évi téli olimpiai játékokon
A 2006. évi téli olimpiai játékokon a szkeleton női egyes versenyszámát február 16-án rendezték a Cesana Pariol pályán. Az aranyérmet a svájci Maya Pedersen nyerte meg. A versenyszámban nem vett részt magyar versenyző.

## Végeredmény
A verseny két futamból állt. Az összesített időeredmények határozták meg a végső sorrendet. A vastagbetűvel jelzett idő volt az adott futam legjobb ideje.
| Helyezés | Versenyző                      | Nemzet                 | 1.      | 2.      | Össz.   |
| -------- | ------------------------------ | ---------------------- | ------- | ------- | ------- |
| Arany    | Maya Pedersen                  | Svájc (SUI)            | 59,64   | 1:00,19 | 1:59,83 |
| Ezüst    | Shelley Rudman                 | Nagy-Britannia (GBR)   | 1:00,57 | 1:00,49 | 2:01,06 |
| Bronz    | Mellisa Hollingsworth-Richards | Kanada (CAN)           | 1:00,39 | 1:01,02 | 2:01,41 |
| 4.       | Diana Sartor                   | Németország (GER)      | 1:00,29 | 1:01,40 | 2:01,69 |
| 5.       | Costanza Zanoletti             | Olaszország (ITA)      | 1:00,99 | 1:01,18 | 2:02,17 |
| 6.       | Katie Uhlaender                | Egyesült Államok (USA) | 1:00,87 | 1:01,43 | 2:02,30 |
| 7.       | Tanja Morel                    | Svájc (SUI)            | 1:00,85 | 1:01,65 | 2:02,50 |
| 8.       | Anja Huber                     | Németország (GER)      | 1:01,12 | 1:01,44 | 2:02,56 |
| 9.       | Desirée Bjerke                 | Norvégia (NOR)         | 1:00,92 | 1:01,70 | 2:02,62 |
| 10.      | Lindsay Alcock                 | Kanada (CAN)           | 1:01,26 | 1:01,59 | 2:02,85 |
| 11.      | Szvetlana Trunova              | Oroszország (RUS)      | 1:01,23 | 1:01,83 | 2:03,06 |
| 12.      | Louise Corcoran                | Új-Zéland (NZL)        | 1:01,06 | 1:02,03 | 2:03,09 |
| 13.      | Michelle Steele                | Ausztrália (AUS)       | 1:01,26 | 1:02,21 | 2:03,47 |
| 14.      | Nakajama Eiko                  | Japán (JPN)            | 1:01,82 | 1:02,10 | 2:03,92 |
| 15.      | Monika Wołowiec                | Lengyelország (POL)    | 1:02,31 | 1:02,99 | 2:05,30 |